# Groupe L des éliminatoires de la zone Europe de la Coupe du monde de football 2026
 (décembre 2024).
Si vous disposez d'ouvrages ou d'articles de référence ou si vous connaissez des sites web de qualité traitant du thème abordé ici, merci de compléter l'article en donnant les références utiles à sa vérifiabilité et en les liant à la section « Notes et références ».
Navigation
Groupe K
Le groupe L de la zone Europe des éliminatoires de la Coupe du monde de football 2026 est l'un des douze groupes de la zone Europe des éliminatoires de la Coupe du monde, tournoi pour décider quelles équipes se qualifieront pour la phase finale de la Coupe du monde de football 2026 au Canada, Mexique et aux États-Unis. Le groupe L se compose de cinq équipes : la Tchéquie, le Monténégro, les Îles Féroé, et Gibraltar. La dernière équipe est déterminée par le match de Ligue des Nations entre la France et la Croatie. Les équipes s'affronteront à domicile et à l'extérieur dans un tournoi toutes rondes.
Le vainqueur du groupe se qualifie directement pour la phase finale de la Coupe du monde de football 2026, tandis que le deuxième passe par des barrages.

## Classement
| Rang | Équipe     | Pts | J | G | N | P | Bp | Bc | Diff |  | Résultats (▼ dom., ► ext.) |     |     |     |     |     |
| ---- | ---------- | --- | - | - | - | - | -- | -- | ---- |  | -------------------------- | --- | --- | --- | --- | --- |
| 1    | Tchéquie   | 9   | 4 | 3 | 0 | 1 | 9  | 6  | +3   |  | Tchéquie                   |     | -   | 2-0 | 2-1 | -   |
| 2    | Croatie    | 6   | 2 | 2 | 0 | 0 | 12 | 1  | +11  |  | Croatie                    | 5-1 |     | -   | -   | -   |
| 3    | Monténégro | 6   | 3 | 2 | 0 | 1 | 4  | 3  | +1   |  | Monténégro                 | -   | -   |     | 1-0 | 3-1 |
| 4    | Îles Féroé | 3   | 3 | 1 | 0 | 2 | 3  | 4  | -1   |  | Îles Féroé                 | -   | -   | -   |     | 2-1 |
| 5    | Gibraltar  | 0   | 4 | 0 | 0 | 4 | 2  | 16 | -14  |  | Gibraltar                  | 0-4 | 0-7 | -   | -   |     |

## Matchs
Le programme des rencontres est annoncé par l'UEFA le 13 décembre 2024, jour du tirage,.
Les heures sont en CEST et CET, selon la liste de l'UEFA (les heures locales, si différentes, sont entre parenthèses).
| 1re journée        | Monténégro                                                            | 3 - 1   | Gibraltar              | Stadion kraj Bistrice, Nikšić                                               |                                                                             |
| 22 mars 2025 18h00 | ( Šipčić) Jovetić 22e · ( Janković) Tući 70e · ( Jovetić) Marušić 73e | (1 - 1) | 13e Bent               | Spectateurs : 3 021 Arbitrage : António Nobre Arbitre vidéo : André Narciso | Spectateurs : 3 021 Arbitrage : António Nobre Arbitre vidéo : André Narciso |
| 22 mars 2025 18h00 | Janković 67e · Vukčević 70e · Šipčić 80e                              | Rapport | 57e De Barr · 75e Bent | Spectateurs : 3 021 Arbitrage : António Nobre Arbitre vidéo : André Narciso | Spectateurs : 3 021 Arbitrage : António Nobre Arbitre vidéo : André Narciso |

| 22 mars 2025 | Tchéquie                                  | 2 - 1   | Îles Féroé                                   | Malšovická aréna, Hradec Králové                                              |                                                                               |
| 20h45        | ( Červ) Schick 25e · ( Zelený) Schick 85e | (1 - 0) | 83e Vatnhamar (Justinussen )                 | Spectateurs : 8 978 Arbitrage : Rade Obrenović Arbitre vidéo : Daniele Doveri | Spectateurs : 8 978 Arbitrage : Rade Obrenović Arbitre vidéo : Daniele Doveri |
| 20h45        | Chorý 65e                                 | Rapport | 28e Hansson · 69e Sørensen · 90+1e Danielsen | Spectateurs : 8 978 Arbitrage : Rade Obrenović Arbitre vidéo : Daniele Doveri | Spectateurs : 8 978 Arbitrage : Rade Obrenović Arbitre vidéo : Daniele Doveri |

| 2e journée                 | Gibraltar                               | 0 - 4   | Tchéquie                                                                     | Stade de l'Algarve, Faro                                                         |                                                                                  |
| 25 mars 2025 20h45 (19h45) |                                         | (0 - 1) | 21e Černý ( Šulc) · 50e Schick ( Černý) · 72e Šulc · 90+5e Kliment ( Provod) | Spectateurs : 583 Arbitrage : Horațiu Feșnic (ro) Arbitre vidéo : Ovidiu Haţegan | Spectateurs : 583 Arbitrage : Horațiu Feșnic (ro) Arbitre vidéo : Ovidiu Haţegan |
| 25 mars 2025 20h45 (19h45) | Britto 7e · Annesley 20e · El Hmidi 44e | Rapport | 45+3e Zelený                                                                 | Spectateurs : 583 Arbitrage : Horațiu Feșnic (ro) Arbitre vidéo : Ovidiu Haţegan | Spectateurs : 583 Arbitrage : Horațiu Feșnic (ro) Arbitre vidéo : Ovidiu Haţegan |

| 25 mars 2025 | Monténégro    | 1 - 0   | Îles Féroé | Stadion kraj Bistrice, Nikšić                                                             |                                                                                           |
| 20h45        | Kuč 90+6e     | (0 - 0) |            | Spectateurs : 3 226 Arbitrage : Allard Lindhout (nl) Arbitre vidéo : Jeroen Manschot (nl) | Spectateurs : 3 226 Arbitrage : Allard Lindhout (nl) Arbitre vidéo : Jeroen Manschot (nl) |
| 20h45        | Vešović 90+4e | Rapport | 32e Olsen  | Spectateurs : 3 226 Arbitrage : Allard Lindhout (nl) Arbitre vidéo : Jeroen Manschot (nl) | Spectateurs : 3 226 Arbitrage : Allard Lindhout (nl) Arbitre vidéo : Jeroen Manschot (nl) |

| 3e journée        | Tchéquie                                 | 2 - 0   | Monténégro                                                 | Doosan Arena, Pilsen                                                             |                                                                                  |
| 6 juin 2025 20h45 | ( Červ) Hložek 23e · ( Černý) Schick 65e | (1 - 0) |                                                            | Spectateurs : 10 889 Arbitrage : Serdar Gözübüyük Arbitre vidéo : Pol van Boekel | Spectateurs : 10 889 Arbitrage : Serdar Gözübüyük Arbitre vidéo : Pol van Boekel |
| 6 juin 2025 20h45 | Coufal 90+1e                             | Rapport | 45+2e Vešović · 90+1e Lončar · 90+1e Savić · 90+6e Vujačić | Spectateurs : 10 889 Arbitrage : Serdar Gözübüyük Arbitre vidéo : Pol van Boekel | Spectateurs : 10 889 Arbitrage : Serdar Gözübüyük Arbitre vidéo : Pol van Boekel |

| 6 juin 2025 | Gibraltar | 0 - 7   | Croatie | Stade de l'Algarve, Faro                                                        |                                                                                 |
| 20h45       |           | (0 - 2) | 28e Pašalić ( Perišić) · 30e Budimir · 60e Ivanović ( Perišić) · 63e Ivanović ( Perišić) · 73e Perišić ( Pašalić) · 77e Kramarić ( Majer) · 79e Kramarić ( Ivanović) | Spectateurs : 1 516 Arbitrage : Georgi Kabakov Arbitre vidéo : Vasimir El Hatib | Spectateurs : 1 516 Arbitrage : Georgi Kabakov Arbitre vidéo : Vasimir El Hatib |
| 20h45       |           | Rapport | 54e Pongračić | Spectateurs : 1 516 Arbitrage : Georgi Kabakov Arbitre vidéo : Vasimir El Hatib | Spectateurs : 1 516 Arbitrage : Georgi Kabakov Arbitre vidéo : Vasimir El Hatib |

| 4e journée        | Îles Féroé                                        | 2 - 1   | Gibraltar               | Tórsvøllur, Tórshavn                                                |                                                                     |
| 9 juin 2025 20h45 | Frederiksberg 71e · ( J.Danielsen) Johannesen 86e | (0 - 1) | 23e Scanlon ( Annesley) | Spectateurs : 2 632 Arbitrage : Igal Frid Arbitre vidéo : Ziv Adler | Spectateurs : 2 632 Arbitrage : Igal Frid Arbitre vidéo : Ziv Adler |
| 9 juin 2025 20h45 | Færø 76e                                          | Rapport | 30e Bent                | Spectateurs : 2 632 Arbitrage : Igal Frid Arbitre vidéo : Ziv Adler | Spectateurs : 2 632 Arbitrage : Igal Frid Arbitre vidéo : Ziv Adler |

| 9 juin 2025 | Croatie | 5 - 1   | Tchéquie               | Opus Arena, Osijek                                                                       |                                                                                          |
| 20h45       | ( Gvardiol) Kramarić 42e · Modrić 62e (pen.) · ( Kramarić) Perišić 68e · Budimir 72e (pen.) · ( Modrić) Kramarić 75e | (1 - 0) | 58e Souček ( Krejčí)   | Spectateurs : 12 207 Arbitrage : Jesús Gil Manzano Arbitre vidéo : Juan Martínez Munuera | Spectateurs : 12 207 Arbitrage : Jesús Gil Manzano Arbitre vidéo : Juan Martínez Munuera |
| 20h45       | | Rapport | 66e Coufal · 70e Holeš | Spectateurs : 12 207 Arbitrage : Jesús Gil Manzano Arbitre vidéo : Juan Martínez Munuera | Spectateurs : 12 207 Arbitrage : Jesús Gil Manzano Arbitre vidéo : Juan Martínez Munuera |

| 5e journée             | Îles Féroé | - | Croatie |  |
| 5 septembre 2025 20h45 |            |   |         |  |

| 5 septembre 2025 | Monténégro | - | Tchéquie |  |
| 20h45            |            |   |          |  |

| 6e journée             | Gibraltar | - | Îles Féroé |  |
| 8 septembre 2025 20h45 |           |   |            |  |

| 8 septembre 2025 | Croatie | - | Monténégro |  |
| 20h45            |         |   |            |  |

| 7e journée           | Tchéquie | - | Croatie |  |
| 9 octobre 2025 20h45 |          |   |         |  |

| 9 octobre 2025 | Îles Féroé | - | Monténégro |  |
| 20h45          |            |   |            |  |

| 8e journée            | Îles Féroé | - | Tchéquie |  |
| 12 octobre 2025 20h45 |            |   |          |  |

| 12 octobre 2025 | Croatie | - | Gibraltar |  |
| 20h45           |         |   |           |  |

| 9e journée             | Gibraltar | - | Monténégro |  |
| 14 novembre 2025 20h45 |           |   |            |  |

| 14 novembre 2025 | Croatie | - | Îles Féroé |  |
| 20h45            |         |   |            |  |

| 10e journée            | Tchéquie | - | Gibraltar |  |
| 17 novembre 2025 20h45 |          |   |           |  |

| 17 novembre 2025 | Monténégro | - | Croatie |  |
| 20h45            |            |   |         |  |

## Buteurs

### 4 buts
- Andrej Kramarić
- Patrik Schick

### 2 buts
- Franjo Ivanović
- Ivan Perišić
- Ante Budimir (dont 1 penalty)

### 1 but
- Mario Pašalić
- Luka Modrić (1 penalty)
- Daniel Bent
- James Scanlon
- Gunnar Vatnhamar
- Árni Frederiksberg
- Patrik Johannesen
- Stevan Jovetić
- Marko Tući
- Adam Marušić
- Edvin Kuč
- Václav Černý
- Pavel Šulc
- Jan Kliment
- Adam Hložek
- Tomáš Souček

## Passeurs décisifs

### 3 passes
- Ivan Perišić

### 2 passes
- Lukáš Červ
- Václav Černý

### 1 passe
- Mario Pašalić
- Lovro Majer
- Franjo Ivanović
- Joško Gvardiol
- Andrej Kramarić
- Luka Modrić
- Louie Annesley
- Adrian Justinussen
- Jóannes Danielsen
- Nikola Šipčić
- Marko Janković
- Stevan Jovetić
- Jaroslav Zelený
- Pavel Šulc
- Lukáš Provod
- Ladislav Krejčí

## Discipline
Un joueur est automatiquement suspendu pour le match suivant:
- S'il cumule deux avertissements (cartons jaunes) lors de deux matchs différents.
- S'il se voit décerner une exclusion de terrain (carton rouge).
  - En cas d’infraction grave, l’Instance de contrôle, d’éthique et de discipline de l'UEFA est habilitée à aggraver la sanction, y compris en l'étendant à d'autres compétitions.